# Zorzines yazakii
Zorzines yazakii là một loài bướm đêm trong họ Noctuidae.